# Plesiothrips ayarsi
Plesiothrips ayarsi är en insektsart som beskrevs av Stannard 1957. Plesiothrips ayarsi ingår i släktet Plesiothrips och familjen smaltripsar. Inga underarter finns listade i Catalogue of Life.